# Virgínia Almeida
Virgínia de Castro e Almeida (Lisboa, 24 de novembro de 1874 — Lisboa, 20 de fevereiro de 1945) foi a primeira guionista mulher em Portugal, para além escritora e tradutora, e também a primeira mulher a pedir um divórcio em Portugal. Era fluente em português, francês, inglês e alemão. O seu trabalho focou-se na literatura infantil e juvenil, mas também publicou obras de divulgação da história e da cultura portuguesas em francês e em inglês. Usou o pseudónimo Gy.

## Biografia
Virgínia Folque de Castro e Almeida Pimentel Sequeira e Abreu nasceu em Lisboa, na freguesia da Lapa. Era filha de D. Luís Caetano de Castro e Almeida Pimentel de Sequeira e Abreu, o Conde de Nova Goa, e de Virgínia Folque.
A 20 de julho de 1895, com 20 anos, Virgínia casou com João Coelho Prego Meira Vasconcelos, de quem se divorciaria. Desta relação resultaram três filhos.
Junto com os dois filhos mais velhos, Virgínia de Castro e Almeida investiu o seu próprio dinheiro na criação de uma empresa produtora de filmes, a Fortuna Films, em 1922, com sede na sua própria residência em Paris. A empresa lançou apenas dois filmes: A Sereia de Pedra (1922) e Os Olhos da Alma (1923), ambos com argumento de Castro e Almeida e dirigidos pelo realizador francês Roger Lion. 
Os Olhos da Alma desenrola-se na Nazaré, cidade portuguesa que foi assim descoberta pela primeira vez para o cinema. Embora não tenha sido creditada como tal em Os Olhos da Alma, Virgínia de Castro e Almeida foi a produtora do filme e também trabalhou na sua edição final com Ayres d'Aguiar.
Faleceu em Lisboa, na freguesia da Lapa, aos 70 anos de idade, vítima de cancro. Jaz no Cemitério da Ajuda, em Lisboa.

## Obras
Apesar de muitas das suas obras terem sido assinadas com o seu nome, algumas foram creditadas a um pseudónimo: Gy.

### Obras impressas
- (como Gy) Fada Tentadora, Lisboa, M. Gomes, 1895
- (como Gy) Histórias. Livro para Crianças, Lisboa,  A. M. Pereira, 1898
- Como devo governar a minha casa, Lisboa, Livraria Clássica Editora, 1906
- Em Pleno Azul, Lisboa, Livraria Clássica Editora, 1907
- Céu Aberto, Lisboa, Livraria Clássica Editora, 1907
- Terra Bendita, Lisboa, A. M. Teixeira, 1908
- Trabalho bendito, Lisboa, Livraria Clássica Editora, 1908
- Como devemos educar os nossos filhos, Porto, Clássica, 1908
- Geografia, Lisboa, Livraria Clássica Editora, 1909
- Capital bendito, Lisboa, Livraria Clássica Editora, 1910
- Pela terra e pelo Ar. Noções de entomologia, Lisboa, Livraria Clássica Editora, 1911
- Fé, Lisboa, Livraria Clássica Editora, 1911
- Coisas que eu penso, Lisboa, Livraria Clássica Editora, 1913
- A Mulher: História da Mulher. A Mulher Moderna- Educação, Lisboa, Livraria Clássica, 1913.
- As lições de André: noções de sciencias. Livro para crianças, Lisboa, Livraria Clássica, 1913
- As Cartas do Fabrício, Paris, Aillaud- Lisboa, Alves, 1914
- Innocente, Lisboa, Livraria Clássica, de A. M. Teixeira, 1916. (edição digital em Bibliotrónica Portuguesa)
- A Praga, Lisboa, Livraria Clássica, 1917
- Os olhos da alma. Romance com as photografias no fim, Rio de Janeiro, Annuario do Brasil, 1925
- Contos de Portugal: Trás os Montes, Beira Baixa, Lisboa, J. Rodrigues e Cia, 1926
- No mar tenebroso, Lisboa, Clássica Editora,1934
- História do grande cavaleiro sem medo, Lisboa, Edições S. P. N., 1936
- História do Rei Afonso e da Moura Zaida, Lisboa, Edições S. P. N., 1936
- Segunda História do grande cavaleiro sem medo, Lisboa, Edições S. P. N., 1937
- História do Rei Capedo e da linda Feiticeira, Lisboa, Edições S. P. N., 1938
- História da Rainha Santa e do Rei Lavrador, Lisboa, Edições S. P. N., 1938
- História dos três amigos e dos cinco frades, Lisboa, Edições S. P. N., 1938
- História da linda Inês de Castro que depois de morta foi Rainha, Lisboa, Edições S. P. N., 1939
- História da grande rainha D. Filipa de Lencastre e dos preparativos para a guerra, Lisboa, Edições S. P. N., 1939
- História do Príncipe Bravo e do Príncipe Manso, Lisboa, Edições S. P. N., 1939
- História dos EMbaixadores manhosos, Lisboa, Edições S. P. N., 1939
- História da Flor de Altura e do Príncipe Espanhol, Lisboa, Edições S. P. N., 1939
- História de uma grande batalha de Aljubarrota e de uma Padeira que matou sete espanhóis, Lisboa, Edições S. P. N., 1939
- História da façanha de Aires Tinoco e da triste morte de Nuno Tristão, Lisboa, Edições S. P. N., 1940
- História da maravilhosa tomada de Ceuta aos mouros, Lisboa, Edições S. P. N., 1940
- História do Infante D. Henrique e dos seus capitães, Lisboa, Edições S. P. N., 1940
- História da paixão e morte do Infante D. Fernando, Lisboa, Edições S. P. N., 1940
- História da triste gloriosa empresa de Tânger, Lisboa, Edições S. P. N., 1940
- Aventuras do grande capitão do mar em terras do desconhecido,  Lisboa, Edições S. P. N., 1941
- História do Rei Africano e das suas proezas,  Lisboa, Edições S. P. N., 1941
- História das viagens, vida e morte do Grande D. Pedro,  Lisboa, Edições S. P. N., 1941
- História do soldado que era príncipe dos poetas,  Lisboa, Edições S. P. N., 1942
- História de Dona Redonda e de sua gente, Lisboa, Edições S. P. N., 1942
- Trágica história do fidalgo D. Francisco e do seu filho único, Lisboa, Edições S. P. N., 1942
- História de espantar do grande governador chamado "o terrível", Lisboa, Edições S. P. N., 1942
- Linda e gloriosa história das correntes quebradas, Lisboa, Edições S. P. N., 1943
- História do grande sonho do encoberto, Lisboa, Edições S. P. N., 1943
- História do Marquês de Pombal,  Lisboa, Edições S. P. N., 1943
- Dom Fuas Roupinho,  Lisboa, Edições S. P. N., 1943
- Aventuras de dona Redonda,  Lisboa, Edições S. P. N., 1943
- História da boa gente que sabia o que queria, Lisboa, Edições S. P. N., 1943
- História do Rei Encoberto,  Lisboa, Edições S. P. N., 1943
- A História mais triste de todas,  Lisboa, Edições S. P. N., 1943
- Fernão Lopes,  Lisboa, Edições S. P. N., 1944
- História do palonço brutamontes, Lisboa, Edições S. P. N., 1944
- História de espantaratos, espirracanivetes e nãoterales, Lisboa, Edições S. P. N., 1944
- O coelhinho verde. Bonecos de pam, Lisboa, Edições S. P. N., 1944
- A linda História de uma família no tempo de D. Maria, Lisboa, Edições S. P. N., 1944
- História de Alarico sem fel, Lisboa, Edições S. P. N., 1944
- Dom Gualdim Pais, Lisboa, Edições S. P. N., 1944
- História Maravilhosa de como o grande imperador Napoleão foi vencido em Portugal, Lisboa, Edições S. P. N., 1945
- História triste do diabo à solta, Lisboa, Edições S. P. N., 1945
- Gil Vicente, Lisboa, Edições S. P. N., 1945
- HIstória do Rei Dom Miguel, Lisboa, Edições S. P. N., 1946
- Grandes portugueses, [et alii] Lisboa, Secretariado da Propaganda Nacional, 1951[6]

### Traduções
- Asas de Coragem [original de George Sand] Lisboa, Livraria Clássica Editora, 1924
- O Solar do Picoteido. Contos para crianças [original de George Sand], Lisboa, Liv. Celas, 1926
- À Porta do Mistério [original de Charles Richet ] Lisboa, J. Rodrigues, 1926
- Crianças mal educadas [traduzido. e adaptado de Charles Richet ], Lisboa, Clássica Editora, 1933
- Emílio e os Detectives, [original de Erich Kastner] Lisboa, Clássica, 1933[1]

### Obras em francês
- Chroniques de Gomes Eanes de Zurara, La conquete de Ceuta; la Découverte de la Guinée. Anthologie des écrits de l'Époque, Paris, Éditions Ducharte, 1933.
- Chroniques de Ruy de Pina, Frei João Álvares, Damião de Gois, João de Barros, Garcia de Resende, Castanheda, Paris, Éditions Ducharte, 1934
- Les grands navigateurs et colons portugais du XV et VI siecle: chroniques, Paris, Éditions Ducharte, 1934
- Vie de Camoens: le poete des Lusiades et le Portugal de son temps, Paris, Éditions Ducharte, 1934
- Itineraire historique du Portugal, Lisboa, Comité Executif des Centenaires, 1940[1]

### Obras em inglês
- Conquests and discoveries of Henri the Navigator, Londres, George Ala and Urwin, 1936[1]